# Затыльник-амортизатор

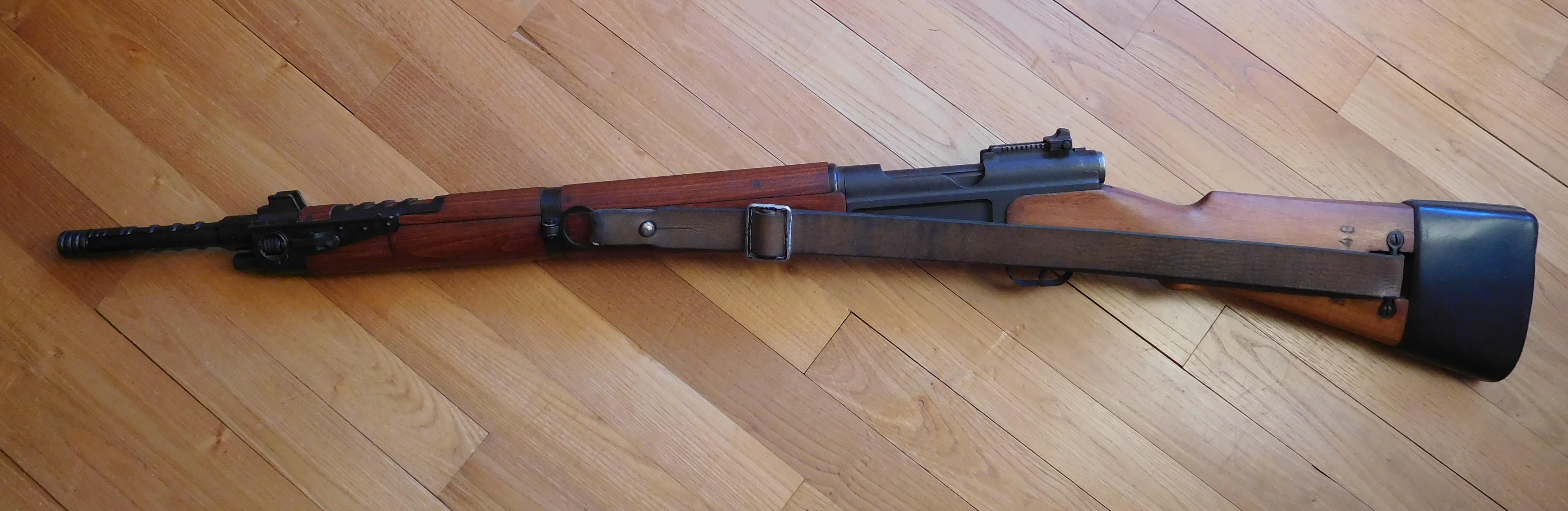
Французская армейская магазинная винтовка MAS 36/51, оснащённая съёмным резиновым амортизатором на затылок приклада.

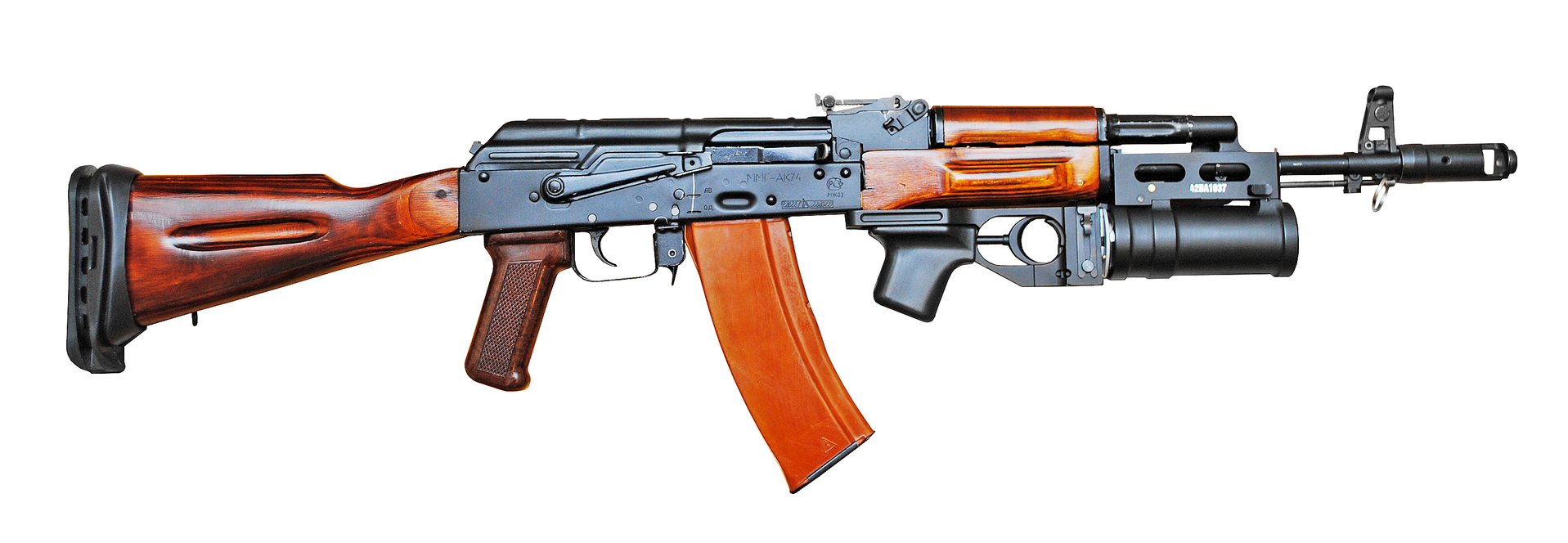
АК-74 с подствольным гранатомётом ГП-25, оснащённый съёмным резиновым амортизатором на затылок приклада.

Затыльник-амортизатор — аксессуар или конструктивный элемент затылка приклада на некоторых образцах длинноствольного огнестрельного оружия (ружей, винтовок, автоматов, пулемётов, противотанковых ружей, стрелковых гранатомётов...), предназначенный для смягчения отдачи при выстреле из оружия и снижения её воздействия на стрелка.

## История
Первый известный патент на снижающий отдачу оружия амортизатор из вулканизированного натурального каучука был зарегистрирован в Британской империи 28 июня 1871 года, но современниками он остался незамеченным. Однако 27 августа 1874 года увлекавшийся стрельбой англичанин Хью Адамс Сильвер запатентовал собственный вариант амортизатора отдачи в виде резиновой пластины, который мог устанавливаться на приклад стандартных винтовок и ружей. Лондонская фирма «S.W. Silver & Со» (помимо одежды выпускавшая снаряжение для переселенцев в колонии, охотников и военнослужащих колониальных войск) начала изготавливать "амортизаторы" из индийского каучука, 18 марта 1875 года заметка об этом была опубликована в журнале «The Engineer».
В следующие годы каучуковые амортизаторы «S.W. Silver & Со» начали использовать участники спортивных соревнований по стрельбе, но на военное оружие они не устанавливались.
В 1957 году для замены автоматической винтовки Браунинга M1918 в США была разработана специальная версия винтовки M14. По результатам испытаний экспериментальных образцов M14E2 (оснащённых сошками М2, но со стандартной ложей и стандартным прикладом) было установлено, что стрельба в автоматическом режиме из них неэффективна из-за слишком большого рассеивания пуль. В результате, был разработан и в 1961 году - принят на вооружение новый автоматический вариант винтовки М14 (получивший дульный тормоз-пламегаситель, новый приклад изменённой формы и резиновый затыльник-амортизатор на прикладе). В общей сложности, до осени 1964 года для войск США изготовили 8350 комплектов деталей для переделки М14 в ручные пулемёты (которые поступили на складское хранение).
В 2000е годы в США более широкое распространение начали получать самозарядные винтовки типа AR-15 под крупнокалиберные патроны с тяжёлыми пулями (отдача при стрельбе из которых была сильнее, чем из вариантов AR-15 под штатный патрон .223 Remington). В январе 2016 года для винтовок типа AR-10 и AR-15 было предложено подпружиненное устройство для снижения отдачи (которое представляло собой приклад специальной конструкции со встроенной пружиной, устанавливавшийся вместо стандартного приклада).

## Описание
Представляет собой пластину из эластичных материалов (обычно из резины), устанавливаемую на затылок приклада.
На гражданском спортивном и охотничьем оружии обычно представляет собой несъемный элемент приклада, на некоторых образцах армейского и полицейского огнестрельного оружия устанавливаются съемные затыльники-амортизаторы (в качестве примера, автоматы Калашникова комплектуются съёмным затыльником-амортизатором на приклад при установке подствольных гранатомётов ГП-25 и ГП-30).
Установка затыльника-амортизатора, как правило, приводит к некоторому увеличению массы оружия (так, если стандартное серийное двуствольное охотничье ружьё ИЖ-27 весит 3,3 кг, то его версия с установленным на прикладе резиновым амортизатором - 3,4 кг), а также увеличивает себестоимость и цену оружия (в качестве примера, в 1989 году розничная цена стандартного серийного ружья ИЖ-27 составляла 230 рублей, улучшенного варианта ИЖ-27 с прикладом из лакированного орехового дерева - 252 рубля; в версии с установленным на приклад резиновым затыльником-амортизатором их цена увеличивалась на 7 рублей).